# 埃迪鎮區 (北達科他州埃迪縣)
埃迪鎮區（英語：Eddy Township）是位於美國北達科他州埃迪縣的一個鎮區。

## 地方資料
埃迪鎮區的面積為94.44平方千米，當中陸地面積為92.72平方千米，而水域面積為1.71平方千米。根據2020年美國人口普查的數據，當地共有人口48人，而人口密度為每平方千米0.51人。